# قضية 701 كيلوغرام من الكوكايين (الجزائر)
قضية 701 كيلوغرام من الكوكايين هي قضية فساد بالجزائر تتعلق بعملية تهريب 701 كيلوغرام من الكوكايين بميناء وهران غربي الجزائر المتورط الأساسي هو رجل الأعمال كمال شيخي الملقب بـ"البوشي" (بالفرنسية: Boucher) وعدد من المتهمين الآخرين، تعد قضية 701 كيلوغرام من الكوكايين هي قضية معقدة لأنه يتفرع منها قضايا فساد أخرى مرتبطة بالعقار ومنح بعض الامتيازات غير المشروعة للبوشي مقابل رشاوي يتلقاها مقدمي الخدمة ويتعلق الأمر بعدد من الإطارات والمسؤولين من مختلف المستويات في الجزائر.

## خلفية
بتاريخ 26 ماي 2018 أحبط الجيش الوطني الشعبي الجزائري ويتعلق الأمر بالمجموعة الإقليمية لحرس السواحل بوهران، والدرك والجمارك عملية تهريب ضخمة من مادة الكوكايين تقدربـ 701 كيلوغرام (7 قناطير) مخبأة في حاوية على متن باخرة فيغا ميركوري (Vega Mercury) وهي باخرة ليبيرية لنقل البضائع (نقل اللحوم المجمدة) قادمة من البرازيل، قدرت قيمتها آنذاك حسب الخبراء بـ 1500 مليار سنتيم جزائري و تورط شخصيات لها علاقه بالشخصيات مهمة

### تصريحات متعلقة بالقضية
- عبد الغني هامل (مدير الأمن الجزائري سابقا): «...التحقيق عند العدالة والسيد وزير العدالة كان تكلم عليها...عندنا ثقة كبيرة في العدالة...عندنا ثقة في النزاهة في القضاة نتاعنا....القضاة كانوا في المرصاد...المؤسسة الشرطية عازمة من أجل مواصلة العمل نتاعها (الخاص بها) عازمة على مواصلة محاربة الفساد...كل الملفات التى عندنا وتخص هذه القضية نمدها (نعطيها) للعدالة...»[7]

## وصلة خارجية
- قضية 701 كلغ من الكوكايين - وكالة الأنباء الجزائرية
- تصريح اللواء عبد الغني هامل - يوتيوب